# ВТБ (группа компаний)
Группа ВТБ — российская финансовая группа. Основным акционером группы ВТБ является государство в лице Росимущества. Головная организация — Банк ВТБ.

## История
1990 год — при участии Государственного банка РСФСР и Министерства финансов РСФСР был учрежден Банк внешней торговли (Внешторгбанк). Банк был создан в форме закрытого акционерного общества для обслуживания внешнеэкономических операций России и содействия интеграции страны в мировое хозяйство. 17 октября 1990 года был официально зарегистрирован Банком России.
1998 год — преобразован в открытое акционерное общество, крупнейшим акционером которого является государство в лице Центрального банка Российской Федерации с долей в капитале банка в размере 96,8 %.
2002 год — акции банка переданы Минимуществу России.
2004 год — банк ВТБ приобретает контрольный пакет акций (85,81 %) ЗАО КБ Гута-банк. На его базе был создан специализированный розничный банк ВТБ 24. Становится владельцем «Армсбербанк» в Армении, который позже переименован в «Банк ВТБ (Армения)».
2005 год — становится владельцем 75,5 % +3 акции ОАО «Промышленно-строительный банк» (ПСБ). На базе ПСБ создан Банк ВТБ Северо-Запад, затем переформирован в Северо-Западный региональный центр банка ВТБ. Приобретает «Евробанк» во Франции, позже переименован в VTB Bank (France) SA. Приобретает Moscow Narodny Bank Limited в Великобритании, позже переименован в VTB Europe Plc, затем — VTB Capital Plc. Приобретает «Ost-West Handelsbank AG» в Германии, позже переименован в VTB Bank (Deutschland) AG. Приобретает «Объединённый грузинский банк» в Грузии (2005), позже переименован в «Банк ВТБ (Грузия)».
2006 год — Внешторгбанк и Внешторгбанк 24 были переименованы в ВТБ и ВТБ 24. Создаёт дочерний банк Bank VTB Africa SA в Анголе. Становится владельцем банка «Мрия» на Украине, который позже был объединён с ПАО «ВТБ Банк» (неофициальное название «ВТБ Украина»).
2007 год — становится владельцем «Славнефтебанк» в Белоруссии, который позже переименован в «Банк ВТБ (Беларусь)». Продает дочерний банк «Новосибирсквнешторгбанк» (99,56 % акций) «Восточно-Европейской финансовой корпорации».
2008 год — создаёт дочерний банк «Банк ВТБ (Казахстан)».
2009 год — становится владельцем «АФ-Банк» в Азербайджане, который позже переименован в «Банк ВТБ (Азербайджан)».
2010 год — приобрёл пакет акций ОАО «ТрансКредитБанк» (ТКБ) у ОАО «РЖД» в размере 43,18 %.
2011 год — довёл свой пакет акций «Банка Москвы» до 94,84 % акций.
2012 год — приобрёл ещё один пакет акций ОАО «ТрансКредитБанк» (ТКБ) у РЖД, и доля банка составила 99,6 %.
2013 год — ВТБ провел допэмиссию акций (SPO). Государство не участвовало в SPO и его доля акций в банке после закрытия подписки снизилась до 60,9 %. Банк привлек в капитал 102,5 млрд рублей. Крупнейшими инвесторами банка, которые выкупили более половины его акций, стали три суверенных фонда — норвежский Norges Bank Investment Management, Qatar Holding LLC и Государственный нефтяной фонд Азербайджана, а также коммерческий банк China Construction Bank.
В 2016 году между ВТБ 24 и ФГУП «Почта России» был подписан пакет документов о создании «Почта Банка». 50 % минус 1 акция создающегося «Почта Банка» приобрела ФГУП «Почта России» в лице своей 100 % дочерней компании. Доля в капитале «Банка Москвы» — 100 %.

## Статистика и показатели деятельности
По итогам 2015 года чистая прибыль группы ВТБ по МСФО составила 1,7 млрд руб. По состоянию на 31 декабря 2015 года в группе работали 96 167 сотрудников.

## Высшее руководство группы
- Костин, Андрей Леонидович — президент — председатель правления банка ВТБ (с 10 июня 2002 года).

## Структура группы
Банк ВТБ является головной структурой группы ВТБ.

### Дочерние компании по состоянию на 2016 год
| Наименование                                                                 | Деятельность                          | Доля владения акциями |
| ---------------------------------------------------------------------------- | ------------------------------------- | --------------------- |
| «Банк ВТБ 24»                                                                | банк                                  | 100 %                 |
| ООО «СК ВТБ Страхование»                                                     | страховая компания                    | 100 %                 |
| ЗАО «Холдинг ВТБ Капитал» (вкл. ВТБ Капитал (Великобритания))                | управление инвестиционными активами   | 100 %                 |
| АО «ВТБ-Лизинг»                                                              | лизинговая компания                   | 100 %                 |
| НПФ «Пенсионный фонд ВТБ»                                                    | негосударственный пенсионный фонд     | 100 %                 |
| ОАО «Банк Москвы»                                                            | банк                                  | 100 %                 |
| ЗАО «ВТБ Управление проектами» (ранее ЗАО «ВТБ Капитал-Столица»)             | Управление проектами Группы ВТБ       | 100 %                 |
| ЗАО «ВТБ Специализированный депозитарий»                                     | небанковская депозитарная организация | 100 %                 |
| ООО «Мультикарта»                                                            | процессинговый центр                  | 100 %                 |
| ООО «ВТБ Долговой центр»                                                     | финансы                               | 100 %                 |
| ООО «ВТБ Пенсионный администратор»                                           | финансы                               | 100 %                 |
| ООО «ВТБ Факторинг»                                                          | факторинг                             | 100 %                 |
| ЗАО «ВТБ Регистратор»                                                        | реестродержатель                      | 100 %                 |
| ОАО «Галс-Девелопмент»                                                       | недвижимость                          | 96,44 %               |
| ЗАО «ВТБ-Арена»                                                              | недвижимость                          | 75,00 %               |
| ООО «ВТБ Недвижимость»                                                       | недвижимость                          | 100 %                 |
| VTB Bank (Austria) AG (вкл. VTB Bank (Deutschland) AG, VTB Bank (France) SA) | банк                                  | 100 %                 |
| ПАО «ВТБ Банк» (Украина)                                                     | банк                                  | 99,99 %               |
| ЗАО «Банк ВТБ» (Армения)                                                     | банк                                  | 100 %                 |
| АО «Банк ВТБ» (Грузия)                                                       | банк                                  | 96,31 %               |
| ЗАО «Банк ВТБ» (Беларусь)                                                    | банк                                  | 100 %                 |
| AO «Банк ВТБ» (Белград)                                                      | банк                                  | 100 %                 |
| АО «Банк ВТБ (Казахстан)»                                                    | банк                                  | 100 %                 |
| ОАО «Банк ВТБ (Азербайджан)»                                                 | банк                                  | 51 %                  |
| Banco VTB Africa, SA (Angola)                                                | банк                                  | 50,10 %               |

Дочерние компании и миноритарные пакеты по состоянию на 2020 год
| Наименование                                      | Деятельность                            | Доля владения акциями |
| ------------------------------------------------- | --------------------------------------- | --------------------- |
| АО «БМ-Банк»                                      | банк                                    | 100 %                 |
| ПАО Банк «Возрождение»                            | банк                                    | 100 %                 |
| ПАО «Саровбизнесбанк»                             | банк                                    | 84,36 %               |
| ПАО «Запсибкомбанк»                               | банк                                    | 100 %                 |
| «ВТБ Банк (Европа)» СЕ (Германия)                 | банк                                    | 99,39 %               |
| ЗАО Банк ВТБ (Армения)                            | банк                                    | 100 %                 |
| ЗАО Банк ВТБ (Белоруссия)                         | банк                                    | 100 %                 |
| АО Банк ВТБ (Казахстан)                           | банк                                    | 100 %                 |
| АО Банк ВТБ (Грузия)                              | банк                                    | 96,31 %               |
| «ВТБ Капитал» Плс (Великобритания)                | банк                                    | 100 %                 |
| ОАО Банк ВТБ (Азербайджан)                        | банк                                    | 51 %                  |
| АО «ВТБ-Капитал»                                  | управление инвестиционными активами     | 100 %                 |
| ЗАО «Холдинг ВТБ Капитал»                         | управление инвестиционными активами     | 100 %                 |
| АО НПФ «ВТБ Пенсионный фонд»                      | негосударственный пенсионный фонд       | 100 %                 |
| ООО «ВТБ Факторинг»                               | факторинг                               | 100 %                 |
| АО «ВТБ-Лизинг»                                   | лизинговая компания                     | 100 %                 |
| ОАО «Галс-Девелопмент»                            | недвижимость                            | 96,44 %               |
| ЗАО "Управляющая компания «Динамо»                | недвижимость                            | 100 %                 |
| «Магнит», ПАО                                     | розничная торговля                      | 17,28 %               |
| «СОГАЗ», АО                                       | страхование                             | 10 %                  |
| «Ростелеком», ПАО                                 | телекоммуникации                        | 7,93 %                |
| «РКБ Банк», Лтд. (Кипр)                           | банк                                    | 46,29 %               |
| ОАО «Единая Электронная Торговая Площадка»        | IT                                      | 48,18 %               |
| «Морской порт Геленджик», OOO                     | строительство                           | 20 %                  |
| «Группа Техносерв», ООО                           | IT                                      | 40 %                  |
| «Башкирские Скоростные Магистрали», ООО           | строительство                           | 49,9 %                |
| «Т1», ООО                                         | IT                                      | 30,5 %                |
| «Московский метрострой», АО                       | строительство                           | 49 %                  |
| «Почта Банк», ПАО                                 | банк                                    | 50 %-1                |
| «Телеком Инвестиции», АО                          | телекоммуникации                        | 43,91 %               |
| Инвинтел Б. В. (Нидерланды)                       | телекоммуникации                        | 25 %                  |
| «Национальные логистические технологии»           | прочее                                  | 49,99 %               |
| «Вьетнамско-российский совместный банк» (Вьетнам) | банк                                    | 50 %                  |
| «Игора Драйв», ООО                                | прочее                                  | 15 %                  |
| «Аэропорт Геленджик», ООО                         | транспорт                               | 49,5 %                |
| «ЮНИКОМ 24», ООО                                  | IT                                      | 27,04 %               |
| «Домиленд», ООО                                   | недвижимость                            | 72,28 %               |
| «Рустранском», ПАО                                | транспорт                               | 50 %+1                |
| ООО «Деметра Холдинг»                             | зернотрейдер                            | 50,001 %              |
| ООО «Кьюэсар Холдингс»                            | зернотрейдер                            | 100 %                 |
| Banco VTB Africa, SA (Ангола)                     | банк                                    | 49,9 %                |
| «Ситер Инвест» Б.В. (Нидерланды)                  | недвижимость                            | 49,5 %                |
| ООО «Экосистема недвижимости «Метр квадратный»    | сервис поиска и оформления недвижимости | 100%                  |

До 2009 года ВТБ также владел кипрским RCB Bank, и впоследствии ВТБ также остался крупным акционером этого банка.

## Спонсорство
3 декабря 2020 года группа ВТБ создала эндаумент для развития футбольной академии «Динамо».

## Критика
В 2015 году главред «Ведомостей» Татьяна Лысова рассказала о том, как группа ВТБ отказалась рекламироваться в «Ведомостях». По её словам, причиной было упоминание Костина во врезке в материале «У кого из российских чиновников и госменеджеров были счета в HSBC».